# Haarwäsche

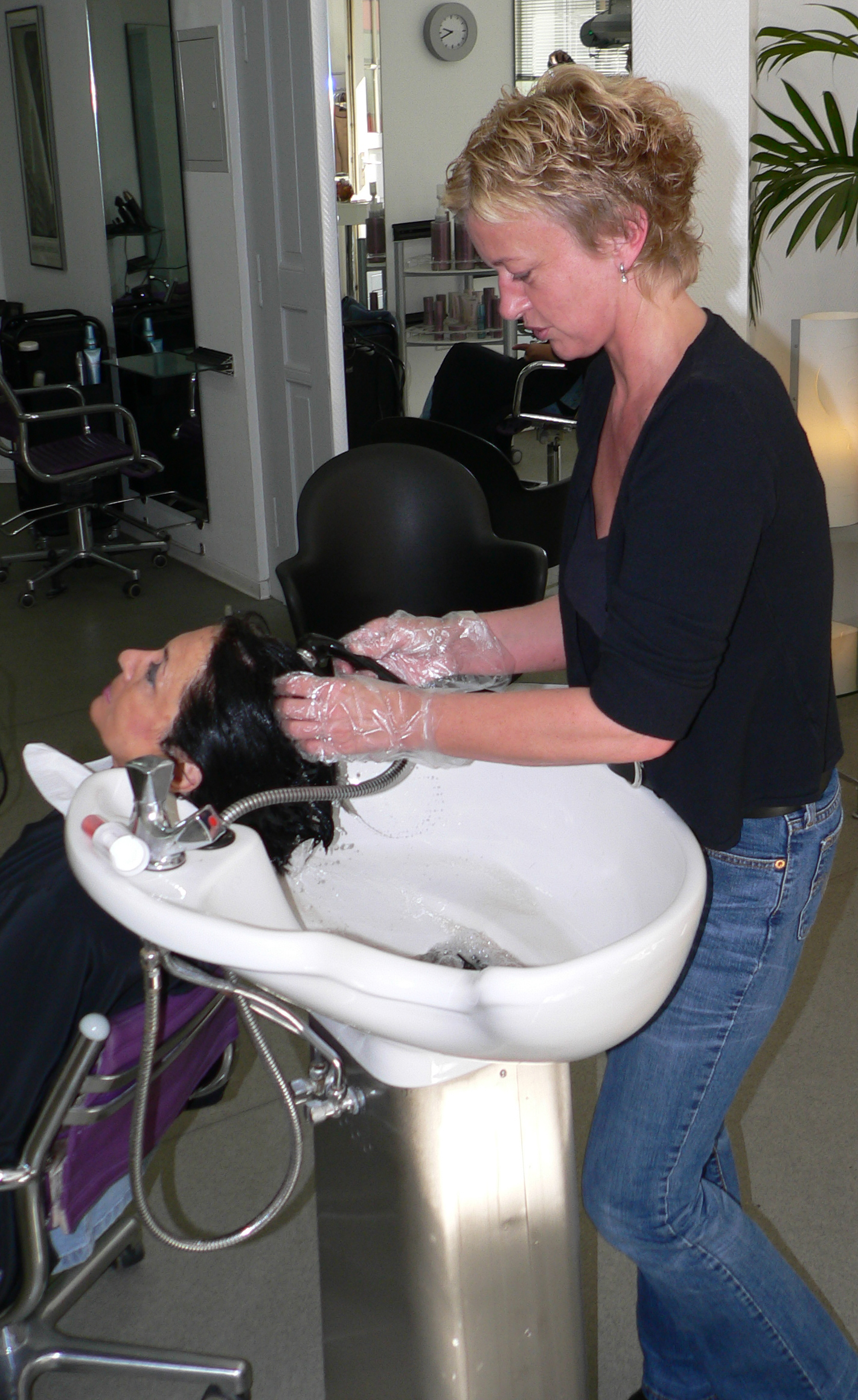
Friseurmeisterin beim Haarewaschen

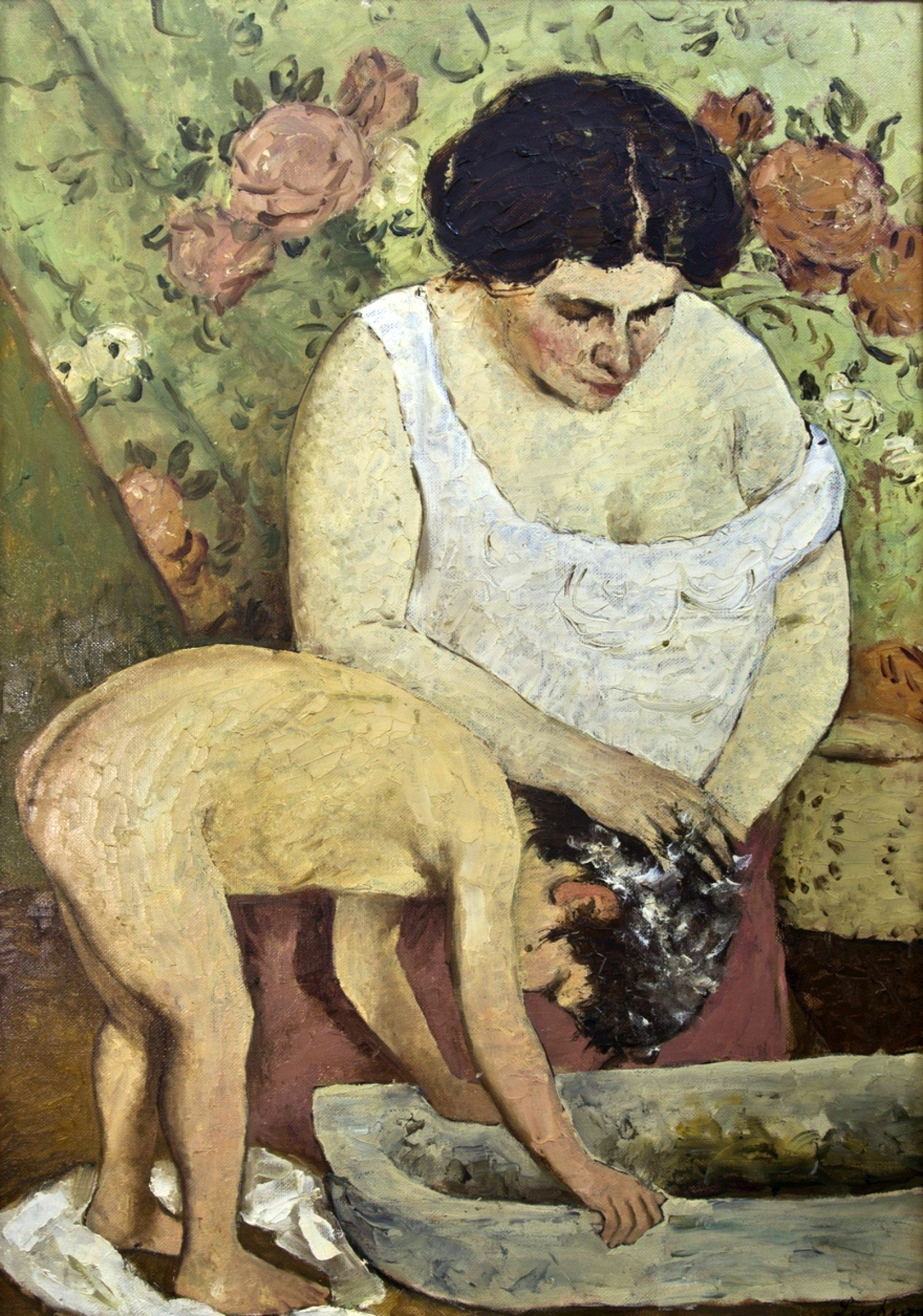
Ștefan Luchian (1868–1916)

Die Haarwäsche ist ein Teil der Haarpflege. Sie ist ein reinigender und kosmetischer Vorgang, um das Kopfhaar sauber zu halten, indem man es mit Shampoo oder anderen säubernden Produkten und Wasser wäscht. Auch Haarspülung kann benutzt werden, um Textur und Glanz der Haare zu verbessern. Oft werden auch „Zwei-in-eins-Shampoos“, eine Kombination aus Spülung und Shampoo, als Ersatz für diese benutzt.
Um das Haar weniger fettig zu machen, wird zuerst eine grenzflächenaktive Substanz im Shampoo mit wenig Wasser in die Haare einmassiert. Danach werden die Haare mit reichlich Wasser ausgespült, wobei durch die Wäsche freigesetzter Dreck und Staub sowie das restliche Shampoo mit dem Wasser herausgespült werden. Es gibt auch trockene Shampoos, die am Haar festkleben, bevor sie ausgekämmt werden, und so das Haar weniger fettig werden lassen.
Je nach Haartyp (lang, mittel. kurz, trocken, fettig, splissanfällig etc.) wird eine unterschiedliche Frequenz des Haarewaschens empfohlen.

## Frisieren
Die meisten Friseure in Ländern wie Kanada, den USA und europäischen Ländern bieten vor dem Schneiden eine Haarwäsche an, damit sie die Haare leichter handhaben können. Nach dem Schneiden hilft dies auch oft dabei, lose Haare zu entfernen, die die Kunden stören könnten. Außerdem wirkt es entspannend, viele Kunden sagen, die Haarwäsche sei für sie der beste Teil des Friseurbesuchs. Die Friseure benutzen für die Haarwäsche ein spezielles Becken, das entweder nach vorne (Vorwärtsstil) oder nach hinten (Rückwärtsstil) gerichtet sein kann.
Rückwärtsstil: Diese Methode ist am verbreitetsten, da die meisten Abwaschbecken nach hinten ausgerichtet sind. Der Kunde lehnt sich hierbei auf einem Stuhl zurück und bettet seinen Nacken in einer Mulde am Rand des Beckens. Der Friseur steht beim Waschen hinter ihm.
Vorwärtsstil: Bei dieser Methode ist das Abwaschbecken nach vorne ausgerichtet und der Kunde lehnt sich nach vor, während der Friseur über ihm steht, um ihm die Haare zu waschen.
In manchen Ländern, wie etwa China, ist es nicht ungewöhnlich, Friseure zu sehen, die ohne Becken waschen. Dabei sitzt der Kunde auf dem Stuhl, auf dem er auch beim Schneiden sitzt, während der Friseur Shampoo in die Haare einmassiert und Wasser hinzufügt. Danach spült dieser es über einem Becken aus.